# اندیس روشن کوه
روشن کوه یک اندیس غیرفلزی است که در حوالی شهر ارسنجان استان فارس قرار دارد و مادهٔ معدنی موجود در آن، عقیق است.سنگ میزبان این اندیس آهک است  